# الدوري السويدي الدرجة الثانية 1927–28
الدوري السويدي الدرجة الثانية 1927–28 (بالسويدية: Division II i fotboll 1927/1928)‏ هو موسم من الدوري السويدي الدرجة الثانية. فاز فيه نادي ساندفيكين.